# بولشايا فيشيرا (نوفغورود)
بولشايا فيشيرا (بالروسية: Большая Вишера) هي مدينة في مقاطعة نوفغورود أوبلاست في روسيا.